# Sarsa

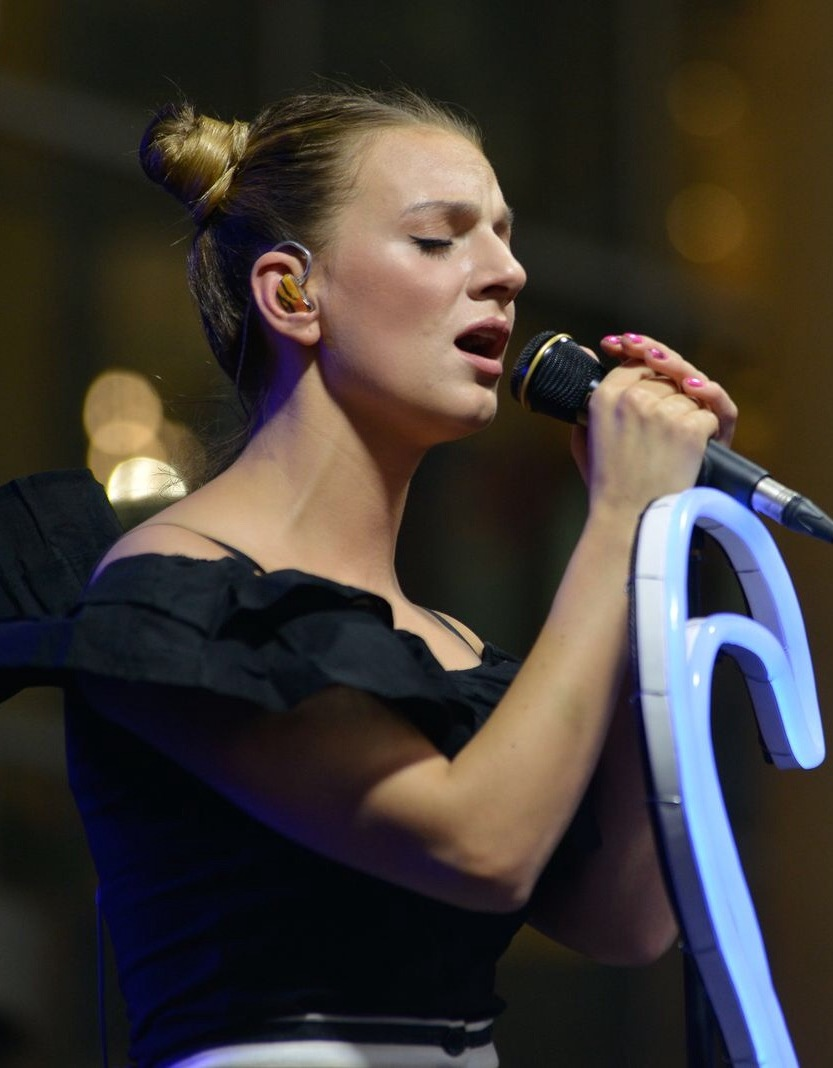
Sarsa (2017)

Marta Markiewicz (* 13. Juni 1989 in Słupsk), besser bekannt unter ihrem Künstlernamen Sarsa oder Sarsa Markiewicz, ist eine polnische Sängerin.

## Diskografie

### Studioalben
| Jahr | Titel Musiklabel                   | Höchstplatzierung, Gesamtwochen, AuszeichnungChartsChartplatzierungen (Jahr, Titel, Musiklabel, Platzierungen, Wochen, Auszeichnungen, Anmerkungen) | Anmerkungen                                                                   |
| Jahr | Titel Musiklabel                   | PL | Anmerkungen                                                                   |
| ---- | ---------------------------------- | --- | ----------------------------------------------------------------------------- |
| 2015 | Zapomnij mi Universal Music Polska | PL2 Platin · (16 Wo.)PL | Erstveröffentlichung: 28. August 2015 Verkäufe: + 30.000 Format: CD, Download |
| 2017 | Pióropusze Universal Music Polska  | PL19 Gold · (5 Wo.)PL | Erstveröffentlichung: 26. Mai 2017 Verkäufe: + 10.000 Format: CD, Download    |
| 2019 | Zakryj Universal Music Polska      | PL4 Gold · (16 Wo.)PL | Erstveröffentlichung: 24. Mai 2019 Verkäufe: + 10.000 Format: CD, Download    |
| 2022 | Runostany Universal Music Polska   | PL14 (1 Wo.)PL | Erstveröffentlichung: 25. Februar 2022                                        |

### Singles
| Jahr | Titel Album               | Höchstplatzierung, Gesamtwochen, AuszeichnungChartsChartplatzierungen (Jahr, Titel, Album, Platzierungen, Wochen, Auszeichnungen, Anmerkungen) | Anmerkungen                                                |
| Jahr | Titel Album               | PL | Anmerkungen                                                |
| ---- | ------------------------- | --- | ---------------------------------------------------------- |
| 2015 | Naucz mnie Zapomnij mi    | PL1 Diamant · (30 Wo.)PL | Erstveröffentlichung: 5. Mai 2015 Verkäufe: + 100.000      |
| 2015 | Indiana Zapomnij mi       | PL12 Platin · (4 Wo.)PL | Erstveröffentlichung: 14. August 2015 Verkäufe: + 50.000   |
| 2015 | Zapomnij mi               | PL6 Platin · (11 Wo.)PL | Erstveröffentlichung: 26. November 2015 Verkäufe: + 20.000 |
| 2017 | Bronię się Pióropusze     | PL26 Platin · (5 Wo.)PL | Erstveröffentlichung: 9. März 2017 Verkäufe: + 20.000      |
| 2017 | Volta Pióropusze          | PL17 Gold · (12 Wo.)PL | Erstveröffentlichung: 14. Juni 2017 Verkäufe: + 10.000     |
| 2017 | Motyle i ćmy Pióropusze   | PL18 ×2Doppelplatin · (14 Wo.)PL | Erstveröffentlichung: 18. Oktober 2017 Verkäufe: + 100.000 |
| 2018 | Zakryj                    | PL1 ×3Dreifachplatin · (26 Wo.)PL | Erstveröffentlichung: 30. August 2018 Verkäufe: + 150.000  |
| 2019 | Carmen Zakryj             | PL13 Platin · (11 Wo.)PL | Erstveröffentlichung: 30. Januar 2019 Verkäufe: + 50.000   |
| 2019 | Tęskno mi Zakryj (Deluxe) | PL9 ×2Doppelplatin · (23 Wo.)PL | Erstveröffentlichung: 10. Mai 2019 Verkäufe: + 40.000      |

Weitere Singles
- 2016: Feel No Fear
- 2016: Dzielę (Akustikversion)
- 2018: Pióropusze (Album: Pióropusze)

### Gastbeiträge
- 2014: W serca bicie (The Ostprausters)[3]
- 2014: Ktoś między nami (Krzysztof Kiljański), (Album: Duety)[4]
- 2014: Anioł pasterzom mówił (Paulina Kaczor & Gabrysia Marat), (Album: Siemacha po kolędzie)[5]
- 2014: Pójdźmy wszyscy do stajenki (Rafał Brzozowski, Marcin Kindla, Margaret, Natali, Honorata Skarbek, Jakub Szwast, Pamela Stone, Marcin Spenner, Adi Kowalski, Maria Niklińska, Kasia Popowska, Kasia Ignatowicz), (Album: Siemacha po kolędzie)
- 2015: Last Christmas (Siemacha), (Album: Gwiazdy po kolędzie)[6]
- 2015: Gdy się Chrystus rodzi (Margaret, Pamela Stone, Kasia Popowska, Rafał Brzozowski, Antek Smykiewicz, Siemacha), (Album: Siemacha po kolędzie)
- 2016: Od połowy (Ukeje), (Album: ỤZỌ)
- 2016: Trigger (VNM), (Album: Halflajf)